# L'Heure des elfes
L'Heure des elfes est un roman de médiéval-fantastique écrit en 2000 par Jean-Louis Fetjaine. Il s'agit du troisième roman de la Trilogie des elfes. 

## Résumé des trois premiers chapitres
Freïr le barbare et ses chasseurs sont attaqués par une troupe de trolls. Freïr, quoique lourdement blessé, parvient à s'échapper. Son fils adoptif Galaad est, quant à lui, capturé par la horde sauvage. Peu de temps après, les hommes du jeune roi Uther retrouvent le barbare et le ramènent à Loth où il est soigné. Le même jour, le roi baptise son fils Arthur...

## Personnages principaux
- Lliane, reine des hauts-elfes.
- Uter Pendragon, roi de Logres.
- Merlin, homme-enfant mi-elfe mi-homme.
- Ulfin, l'un des douze preux.
- Dorian, frère de la reine Lliane.

## Éditions françaises
- 2000 : L'Heure des elfes, éditions Belfond (format livre).
- 2002 : L'Heure des elfes, éditions Pocket (format poche).
- 2004 : L'Heure des elfes, éditions Pocket Jeunesse (format poche junior).
- 2008 : La Trilogie des elfes, l'intégrale, éditions Pocket (format poche).

### La Trilogie des elfes
Deux autres romans précèdent l'Heure des elfes.
- 1998 Le Crépuscule des elfes, 374 p.,  (ISBN 2-7144-3611-0)
- 1999 La Nuit des elfes, 286 p.,  (ISBN 2-7144-3673-0)

### Les Chroniques des elfes
- 2008 Lliane, 272 p.,  (ISBN 978-2-265-08576-3)
- 2009 L'Elfe des terres noires, 262 p.,  (ISBN 978-2-265-08577-0)
- 2010 Le Sang des elfes, 294 p.,  (ISBN 978-2-265-08578-7)